# Liste des cavités naturelles les plus profondes du Jura
La liste des cavités naturelles les plus profondes du Jura recense, sous forme de tableau(x), les cavités souterraines naturelles connues dans ce département français, dont le dénivelé est supérieur ou égal à cent mètres.
La communauté spéléologique considère qu'une cavité souterraine naturelle n'existe vraiment qu'à partir du moment où elle est « inventée » c'est-à-dire découverte (ou redécouverte), inventoriée, topographiée et publiée. Bien sûr, la réalité physique d'une cavité naturelle est la plupart du temps bien antérieure à sa découverte par l'homme ; cependant tant qu'elle n'est pas explorée, mesurée et révélée, la cavité naturelle n'appartient pas au domaine de la connaissance partagée.
La liste spéléométrique des 17 plus profondes cavités naturelles du Jura (≥ cent mètres) est actualisée à fin décembre 2019.
La plus profonde cavité souterraine naturelle répertoriée dans le département du Jura est  « la grotte des Foules C », sur la commune de  Saint-Claude (cf. ligne 1 du tableau ci-dessous).
| \| Histogramme de la répartition des plus profondes cavités naturelles du Jura par classe de dénivelé -- Les 17 cavités citées fin 2019 sont réparties en 4 classes de dénivelé -- \| \| \| \| \| \| \| \| \| \| \| \| \| \| \| classe I >= 500 m 0 cavité[s] \| classe II >= 200 m et < 500 m 3 cavités \| classe III >= 150 m et < 200 m 2 cavités \| classe IV >= 100 m et < 150 m 12 cavités \| \| |                               |                                         |                                          |                                          |  |
| Le graphique qui aurait dû être présenté ici ne peut pas être affiché car il utilise l'ancienne extension Graph, désactivée pour des questions de sécurité. Des indications pour créer un nouveau graphique avec la nouvelle extension Chart sont disponibles ici . |                               |                                         |                                          |                                          |  |
| Histogramme de la répartition des plus profondes cavités naturelles du Jura par classe de dénivelé -- Les 17 cavités citées fin 2019 sont réparties en 4 classes de dénivelé -- |                               |                                         |                                          |                                          |  |
| |                               |                                         |                                          |                                          |  |
| | classe I >= 500 m 0 cavité[s] | classe II >= 200 m et < 500 m 3 cavités | classe III >= 150 m et < 200 m 2 cavités | classe IV >= 100 m et < 150 m 12 cavités |  |

## Cavités du Jura (France) dont la dénivellation est supérieure ou égale à500m
Aucune cavité est recensée dans cette « classe I » au 31-12-2019.

## Cavités du Jura (France) dont la dénivellation est comprise entre200 mètreset499 mètres
3 cavités sont recensées dans cette « classe II » au 31-12-2019.
| Réf. | Cavité (autres noms) | Commune          | Massif ou zone | Coordonnées (WGS 84)        | Dénivelée (mètres) | Développe. (mètres) | Sources ou références                          | Mise à jour |
| ---- | -------------------- | ---------------- | -------------- | --------------------------- | ------------------ | ------------------- | ---------------------------------------------- | ----------- |
| 1    | Grotte des Foules C  | Saint-Claude     |                | 46° 22′ 38″ N, 5° 53′ 45″ E | +000353, m         | +6 154, m           | Fiche CDS 39 & aricia.fr & CDS Info Jura n°244 | 2013-09     |
| 2    | Baume à Bélard       | Arsure-Arsurette |                | 46° 42′ 28″ N, 6° 05′ 30″ E | +000305, m         | +0550, m            | Fiche CDS 39                                   | 2013-09     |
| 3    | Baume de la Favière  | Arsure-Arsurette |                | 46° 42′ 44″ N, 6° 05′ 56″ E | +000255, m         | +0750, m            | Fiche CDS 39 & CSR Bourgogne Franche-Comté     | 2013-09     |

## Cavités du Jura (France) dont la dénivellation est comprise entre150 mètreset199 mètres
2 cavités sont recensées dans cette « classe III » au 31-12-2019.
| Réf. | Cavité (autres noms) | Commune                  | Massif ou zone | Coordonnées (WGS 84)        | Dénivelée (mètres) | Développe. (mètres) | Sources ou références                    | Mise à jour |
| ---- | -------------------- | ------------------------ | -------------- | --------------------------- | ------------------ | ------------------- | ---------------------------------------- | ----------- |
| 4    | Grotte des Planches  | Les Planches-près-Arbois |                | 46° 52′ 46″ N, 5° 48′ 58″ E | +000160, m         | +7 860, m           | Spéléo magazine n°64 & Scialet & Scialet | 2008-12     |
| 5    | Caborne de Menouille | Cernon                   |                | 46° 23′ 40″ N, 5° 39′ 00″ E | +000157, m         | +6 665, m           | Fiche CDS 39 & Spelunca 103              | 2013-09     |

## Cavités du Jura (France) dont la dénivellation est comprise entre100 mètreset149 mètres
12 cavités sont recensées dans cette « classe IV » au 31-12-2019.
| Réf. | Cavité (autres noms)       | Commune         | Massif ou zone | Coordonnées (WGS 84)        | Dénivelée (mètres) | Développe. (mètres) | Sources ou références                                               | Mise à jour |
| ---- | -------------------------- | --------------- | -------------- | --------------------------- | ------------------ | ------------------- | ------------------------------------------------------------------- | ----------- |
| 6    | Baume de l'Espoir          | Fraroz          |                | 46° 42′ 50″ N, 6° 06′ 43″ E | +000149, m         | +0200, m            | Alexandre Foulc & CDS Info Jura n°251                               | 2014-09     |
| 7    | Borne aux Cassots          | Nevy-sur-Seille |                | 46° 44′ 10″ N, 5° 38′ 33″ E | +000144, m         | +19 072, m          | Fiche CDS 39, CDS Jura & Spéléo-club Lédonien & CDS Info Jura n°251 | 2014-11     |
| 8    | Gouffre de Roche Paradis A | Cerniébaud      |                | 46° 44′ 03″ N, 6° 08′ 56″ E | +000125, m         | +0140, m            | Fiche CDS 39                                                        | 2013-09     |
| 9    | Gouffre du Gros-Gadeau     | Geraise         |                | 46° 56′ 56″ N, 5° 56′ 30″ E | +000124, m         | +0510, m            | Fiche CDS 39 & CDS Info Jura n°244                                  | 2013-09     |
| 10   | Source de l'Ain            | Conte           |                | 46° 44′ 58″ N, 6° 01′ 24″ E | +000124, m         | +1 102, m           | plongeesout.com                                                     | 2013-09     |
| 11   | Gouffre de Haut-Crêt       | Saint-Claude    |                | 46° 25′ 07″ N, 5° 56′ 12″ E | +000115, m         | +0200, m            | Fiche CDS 39                                                        | 2013-09     |
| 12   | Gouffre de la Carrière     | Plasne          |                | 46° 48′ 49″ N, 5° 41′ 27″ E | +000110, m         | +0606, m            | Spéléométrie de la France                                           | 2013-09     |
| 13   | Grotte des Moulins A et B  | Septmoncel      |                | 46° 21′ 08″ N, 5° 54′ 23″ E | +000108, m         | +1 342, m           | Fiche CDS 39                                                        | 2013-09     |
| 14   | Pétrin de la Foudre        | Choux           |                | 46° 18′ 33″ N, 5° 45′ 30″ E | +000107, m         | +0267, m            | Fiche CDS 39                                                        | 2013-09     |
| 15   | Grotte des Brasselettes    | Lavancia        |                | 46° 20′ 48″ N, 5° 41′ 38″ E | +000106, m         | +1 400, m           | spelehautjura.com & CDS Info Jura n°244 & n°25                      | 2016-01     |
| 16   | Trou du Raoul              | Saint-Claude    |                | 46° 23′ 41″ N, 5° 53′ 23″ E | +000106, m         | +0390, m            | Spéléométrie de la France                                           | 2013-09     |
| 17   | Trou des Gangônes          | La Frasnée      |                | 46° 33′ 13″ N, 5° 48′ 57″ E | +000105, m         | +0210, m            | Spéléométrie de la France & Jura Speleo                             | 2013-09     |